# Ároktő
Ároktő ist eine ungarische Gemeinde im Kreis Mezőcsát im Komitat Borsod-Abaúj-Zemplén.

## Geografische Lage
Ároktő liegt in Nordungarn, gut 40 Kilometer südlich des Komitatssitzes Miskolc, am rechten Ufer der Theiß. Die Kreisstadt Mezőcsát befindet sich sechs Kilometer nördlich von Ároktő.
Die Gemeinde grenzt an das Komitat Hajdú-Bihar und an folgende Gemeinden:
| Mezőnagymihály | Mezőcsát                                    | Tiszakeszi          |
| Tiszadorogma   | Kompassrose, die auf Nachbargemeinden zeigt | Folyás (HB)         |
|                | Tiszacsege (HB)                             | Újszentmargita (HB) |

## Geschichte
Im Jahr 1913 gab es in der damaligen Großgemeinde 508 Häuser und 2186 Einwohner auf einer Fläche von 6704 Katastraljochen. Sie gehörte zu dieser Zeit zum Bezirk Mezőcsát im Komitat Borsod. Die seit 2005 bestehende Partnerschaft zwischen Niederwiesa und dem benachbarten Tiszadorogma wurde 2010 auf Ároktő erweitert.

## Söhne und Töchter der Gemeinde
- Aladár Deutsch (1871–1949), Oberrabbiner in Prag

## Sehenswürdigkeiten
- Heimatmuseum (Tájház)
- Reformierte Kirche, erbaut 1788–1790 (Spätbarock), renoviert und erweitert 1834–1835
- Römisch-katholische Kirche  Szent Kereszt Felmagasztalása, erbaut 1779 (Spätbarock)
- Weltkriegsdenkmal (világháborús emlék)

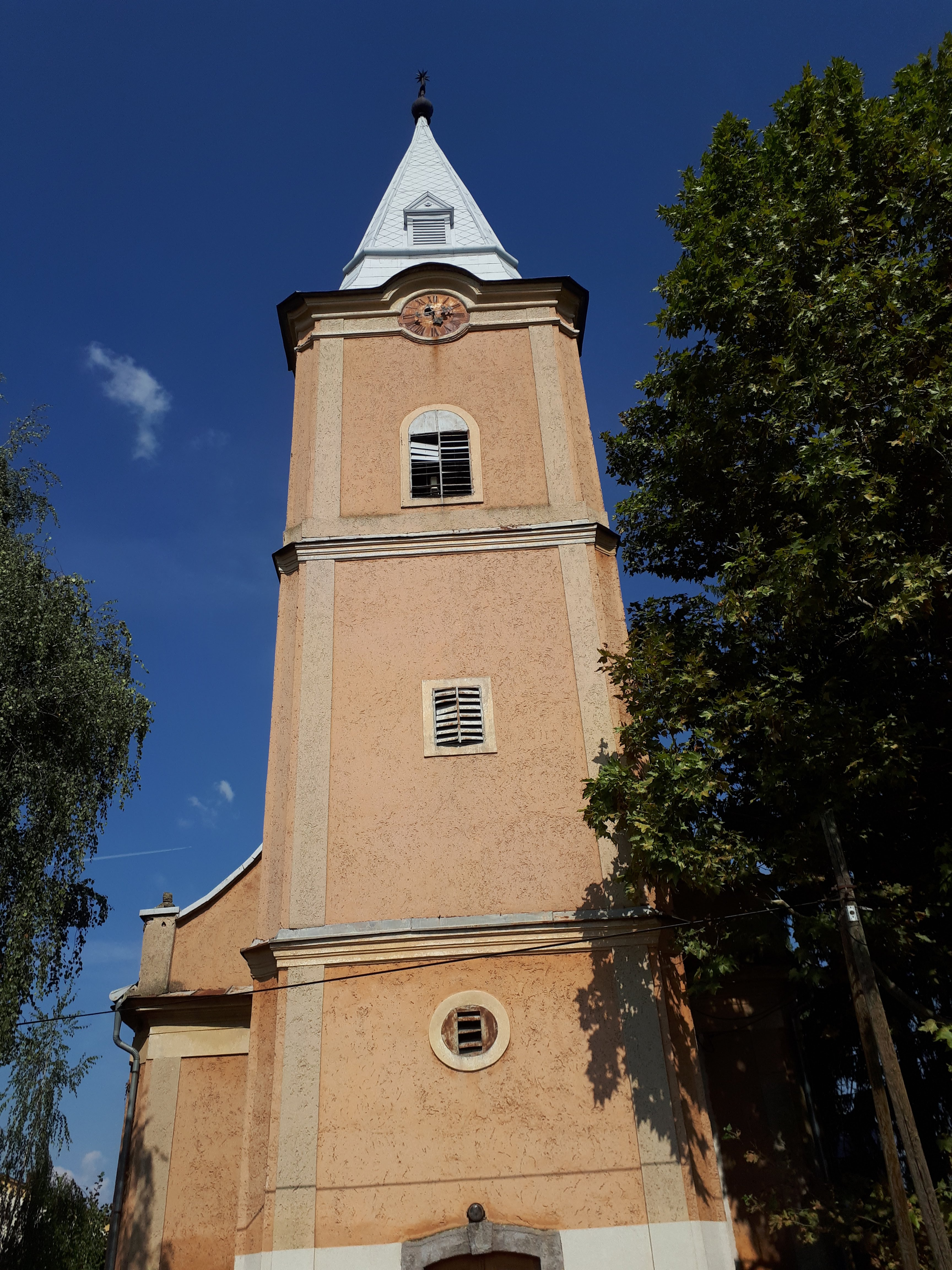
Reformierte Kirche in Ároktő

## Verkehr
Durch Ároktő verläuft die Landstraße Nr. 3307. Es bestehen Busverbindungen nach Mezőcsát sowie über Tiszadorogma, Tiszabábolna, Tiszavalk, Négyes, Borsodivánka und Egerlövő nach Mezőkövesd. Der nächstgelegene Bahnhof befindet sich nordwestlich in Mezőkeresztes-Mezőnyárád.